# Scleratoscopia
Scleratoscopia is een geslacht van rechtvleugeligen uit de familie Proscopiidae. De wetenschappelijke naam van dit geslacht is voor het eerst geldig gepubliceerd in 1990 door Jago.

## Soorten
Het geslacht Scleratoscopia omvat de volgende soorten:
- Scleratoscopia protopeirae Amédégnato, 1985
- Scleratoscopia silvai Rehn, 1957
- Scleratoscopia spinosa Jago, 1990